# Il Punitore (videogioco)
Il Punitore (The Punisher) è un videogioco sparatutto in terza persona sviluppato da Volition e pubblicato da THQ. È uscito nel 2005 per PlayStation 2, Xbox e Microsoft Windows, mentre la versione per telefoni cellulari è stata sviluppata da Amplified Games ed è uscita nel 2004. Il gioco ha come protagonista l'antieroe di Marvel Comics, Il Punitore. Dopo che la sua famiglia è stata assassinata dalla mafia, Frank Castle ha dedicato la sua vita alla punizione dei criminali. I giocatori prendono il controllo del protagonista per rintracciare e uccidere i responsabili del massacro.
La trama del gioco è un mix della storia del film The Punisher, del volume 4 del 2000 e del volume 5 del 2001 dei fumetti. L'attore Thomas Jane riveste il ruolo di Frank Castle/Il Punitore.
Il gioco presenta dei cameo di alcuni personaggi di Marvel Comics, come Iron Man, Nick Fury, la Vedova Nera, Matt Murdock (l'alter ego di Daredevil), Bushwacker, Kingpin e Bullseye. Sono presenti altri personaggi dalla storia Bentornato, Frank come i detective Martin Soap e Molly von Richthofen, i vicini di casa del Punitore Joan e Spacker Dave, Ma Gnucci, Il Russo e il Generale Kreigkopf.

## Trama
Il gioco inizia con un filmato dove il Punitore (Thomas Jane) uccide diversi scagnozzi della Yakuza. Dopo aver lasciato l'edificio, viene arrestato dalle forze dell'ordine di fronte a una struttura sconosciuta. Viene poi trasferito sull'isola di Rikers e interrogato dagli investigatori della polizia Molly von Richthofen (Julie Nathanson) e Martin Soap (Michael Gough). La maggior parte del gioco si svolge durante diversi flashback che hanno luogo durante questo interrogatorio.
Tre settimane prima, il Punitore fa irruzione in una casa dove si spaccia crack e alla fine uccide il suo proprietario Damage (Steven Blum) facendolo cadere dalle scale. Dopo essere stato quasi investito da un'auto alla sua uscita, il Punitore traccia il veicolo in una officina clandestina. Dopo aver massacrato i criminali, apprende che il locale è di proprietà della famiglia criminale Gnucci, guidata da Ma Gnucci (Saffron Henderson), in quanto Carlo Duka (John Cygan), il proprietario del negozio, è un luogotenente degli Gnucci; il Punitore lo fa cadere in un compattatore d'auto in cui Duka viene successivamente schiacciato. A questo punto la famiglia Gnucci diventa il bersaglio del Punitore, che comincia uccidendo uno dei figli di Ma, Bobby Gnucci, al Lucky's Bar.
Ma Gnucci assume Bushwacker (Phil Hayes) per uccidere il Punitore, e questi cattura Joan (Julie Nathanson), una vicina di Castle, per attirarlo in trappola. Il Punitore la rintraccia allo zoo di Central Park, dove la salva. Poi si infiltra nei locali dell'impresa di pompe funebri Grey's Funeral Home, dove si svolge il funerale di Bobby Gnucci. Il Punitore fa irruzione alla festa funebre e uccide Eddie Gnucci (John Cygan) lanciandolo fuori da una finestra e impalandolo su un'inferriata. Per terminare il lavoro si reca quindi nella tenuta Gnucci per uccidere Bushwacker e Ma Gnucci. Dopo aver combattuto attraverso gli uomini rimasti di Ma, il Punitore combatte contro Bushwacker che sconfigge in uno scontro a fuoco. Per finire Bushwacker, il Punitore strappa il braccio dell'arma e gli spara nel petto, poi abbandona il corpo di Bushwacker nelle vicinanze. Castle dà la caccia a Ma e la uccide.
Durante l'assalto del Punitore alla residenza di Gnucci, viene a sapere che gli Gnucci stanno ricevendo denaro dalla droga dai mercenari russi sul lungomare di New York. Al porto, scopre che la Vedova Nera è lì per indagare. La Vedova rivela che il generale Kreigkopf (Bob Joles) progetta di contrabbandare alcune armi nucleari a New York City. Su indicazione di Romanoff, Castle ripulisce un mercantile sospetto di schiavisti bianchi ma non riesce a trovare il dispositivo. Dopo essere stato aggredito nel suo appartamento da un uomo di grandi dimensioni chiamato il Russo (Darryl Kurylo), il Punitore attacca Grand Nixon Island, dove ha il vantaggio di conoscere la posizione dell'arma. Sull'isola il Punitore incontra Nick Fury, che lo aiuta a sconfiggere Kreigkopf e il Russo, oltre a impedire il lancio del dispositivo nucleare. Entrambi scappano prima che il missile esploda, distruggendo Grand Nixon Island.
Tornando a casa, il Punitore scopre che Kingpin (David Sobolov) ha preso in consegna il vecchio racket degli Gnucci. Fa quindi irruzione nel suo quartier generale alle Fisk Industries, dove combatte e sconfigge Bullseye (Steven Blum) lanciandolo da una finestra dall'ultimo piano del grattacielo. Ma Kingpin dice al Punitore che il suo vero nemico è la Yakuza giapponese. Il Punitore apprende che questo gruppo di Yakuza è chiamato Eternal Sun e stanno cercando di controllare le rimanenti attività criminali degli Gnucci.
Parlando con Soap, il Punitore scopre che gli Eternal Sun sono guidati sul campo da un occidentale che si fa chiamare Jigsaw. Questi sta sottraendo gradualmente potere ed influenza a Takagi, il capo della yakuza, e vuole vendicarsi di Castle per motivi ignoti. Nel frattempo, Castle ritorna al porto per fermare nuovamente la Yakuza con l'aiuto alcuni agenti SHIELD. Poi attacca un macello di proprietà degli Gnucci, guidato da Lou, uno degli uomini di fiducia della famiglia.
Soap avverte Castle che Jigsaw sta per colpire le Stark Industries per rubare la tecnologia di Iron Man, così il Punitore si iscrive ad una visita guidata assieme al vicino Spacker Dave; la yakuza viene respinta, ma alcuni pezzi e progetti dell'armatura sono spariti. Ora Jigsaw, ovvero John Saint (che il Punitore aveva ucciso con una mina antiuomo quando vendicò la morte della sua famiglia), ha la possibilità di costruire la sua armatura. Per chiudere la faccenda, il Punitore assalta il Takagi Building, quartier generale degli Eternal Sun, e arriva fino a Takagi stesso; il boss sconfitto spiega che ha ormai perso il controllo dell'organizzazione, però ha fatto una soffiata alla polizia sul nascondiglio di Jigsaw, che ora viene portato al carcere di Rikers. Dopo aver giustiziato Takagi secondo la tradizione yakuza, il Punitore deve affrontare gli uomini fedeli a Jigsaw. Arrivato al piano terra, si arrende alla polizia ricordando a Soap il loro patto.
Nel presente, l'azione ritorna a Rikers, dove stanno arrivando gli uomini di Jigsaw per liberarlo. Il Punitore si libera dalle manette e partecipa allo scontro tra guardie, detenuti insorti e yakuza. Alla fine arriva sul tetto dove affronta Jigsaw in persona, che sconfigge con difficoltà. Quando tenta di finirlo, Jigsaw prova a sparargli. Poco dopo Jigsaw decolla con Soap in ostaggio e con un sacco in testa. Quando Jigsaw butta Soap fuori dall'elicottero, la polizia scopre che è in realtà Jigsaw con i vestiti di Soap, mentre il Punitore si toglie l'elmo dell'armatura e vola via. Al palazzo delle Fisk Industries, Kingpin medita vendetta contro il Punitore per aver assaltato l'edificio.

## Controversie
Il gioco venne criticato duramente per i suoi contenuti violenti, in particolare la possibilità di torturare i nemici per estorcere informazioni e di ucciderli brutalmente utilizzando vari oggetti sparsi per il livello. 
La versione originale venne valutata Adults Only da ESRB (una classificazione che impone il divieto di distribuzione del gioco nei negozi fisici) negli Stati Uniti, obbligando gli sviluppatori ad apportare modifiche e censurare le scene più brutali e sanguinolente. Le modifiche consistettero nell'aggiungere un filtro bianco e nero durante le esecuzioni, cambiare l'inquadratura in modo da non mostrare il corpo del malcapitato e la vera e propria rimozione di alcune meccaniche di gioco come la possibilità di afferrare corpi severamente mutilati come scudi umani (nella versione finale, Frank può usare come scudi umani solo i nemici ancora vivi). In seguito alle revisioni, il gioco fu classificato ufficialmente Mature e poté essere venduto nei negozi.
Nel Regno Unito, il gioco ricevette ulteriori tagli solo per poter essere rilasciato legalmente nel territorio (all'epoca fu considerato troppo violento anche per il rating "18" della BBFC, la valutazione più alta disponibile) e in Australia venne richiesta la rimozione completa di due scene particolarmente cruente.
Le censure possono essere rimosse con delle patch per le versioni PC e Xbox.

## Modalità di gioco
Il gioco offre un mix di esplorazione, furtività e combattimento. Quando si incontra un nemico, il Punitore può attaccare o eseguire un "colpo rapido" con un solo tasto. A seconda del cattivo, dell'attuale posizione e del livello di aggressività determinato dal giocatore, verrà eseguito uno dei numerosi assalti mortali. Gli scenari del gioco includono anche degli "hot spot" di interrogatorio e uccisione speciali, che permettono di carpire informazioni preziose dai bersagli, o ucciderli direttamente.